# Maicon Nogueira
Maicon Cleython Rodrigues Nogueira (Campo Grande, 15 de janeiro de 1986) é um publicitário, cientista político e político brasileiro, filiado ao Progressistas (PP). Desde 1º de janeiro de 2025, exerce o cargo de vereador de Campo Grande, tendo sido eleito com 4.236 votos. Ganhou notoriedade ao assinar lei que proíbe execução musical com letras que fazem apelo sexual nas ‘carretas da alegria’.

## Carreira política
Maicon iniciou sua carreira pública como assessor parlamentar na Câmara Municipal de Campo Grande (2009–2012) e, posteriormente, na Assembleia Legislativa de Mato Grosso do Sul (2013–2014). Atuou também como assessor na Câmara dos Deputados e na Prefeitura de Campo Grande.
Destacou-se como secretário municipal de Políticas de Juventude de Campo Grande, sendo o primeiro a ocupar o cargo. Durante sua gestão, também integrou o Conselho Nacional de Juventude e presidiu o Fórum Nacional de Secretários de Juventude.
Em 2020, concorreu ao cargo de vereador, ficando como suplente. Em 2023, foi nomeado secretário municipal de Juventude pela prefeita Adriane Lopes, cargo que ocupou até abril de 2024, quando se desincompatibilizou para disputar as eleições municipais.
Foi eleito vereador em 2024 pelo Progressistas (PP), tomando posse em 1º de janeiro de 2025.